# Quintus Baienus Blassianus
Quintus Baienus Blassianus est un chevalier romain qui occupe un certain nombre de postes militaires et civils pendant le règne des empereurs Antonin le Pieux et Marc Aurèle, y compris préfet de la Classis Britannica, et de l'Égypte romaine.
On pense que la contrée de Blassianus, basée sur la présence d'un certain nombre d'inscriptions, est Trieste. Sur la base de sa filiation, attestée dans au moins une inscription, indique que le prénom de son père était Publius et que sa tribu était Pupinia.

## Biographie
Les trois premières nominations que Blassianus reçoit qui comprennent les étapes des tres milices que les equites suivent dans leur carrière militaire, sont enregistrées dans plusieurs inscriptions de Trieste.  Il est d'abord préfet de la Cohors II Asturum equitata, alors stationnée en Grande-Bretagne romaine ; suivi d'un tribunat militaire dans la Legio VII, soit Claudia, soit Gemina ; et enfin préfet de l'ala II Gallorum stationné en Cappadoce. Anthony Birley note que "cela correspondrait à la chronologie de sa carrière s'il obtenait une commission d'A. Platorius Nepos, gouverneur de Grande-Bretagne 122-4, qui est le patron d'Aquilée, une ville proche de la contrée de Blassianus". 
Le reste de sa carrière au service impérial est documenté dans une inscription fragmentaire récupérée à Ostia Antica l'honorant comme préfet par le collegium fabrum tignariorum.  Blassianus reçoit trois nominations civiles. La première est procureur de l'une des écoles de formation de gladiateurs, le ludus matutinus. La seconde est procureur ad recensement accipiendos en Cappadoce. La troisième est procureur des provinces de Gaule lyonnaise et d'Aquitaine. Blassianus est ensuite nommé préfet de la Classis Britannica, que Birley date de v. 140. Cela est suivi par deux gouvernorats: le premier estcelui de procureur de Maurétanie Tingitane, que JEH Spaul date de 146-150;  il est ensuite procurateur de Rhétie. Après ceux-ci vient la nomination signalée en tant que préfet de la Classis Ravennas, la deuxième grande flotte de l'armée romaine.
Blassianus retourne à Rome pour tenir les deux prochaines nominations. La première est préfet des vigiles urbains, commandant des vigiles ou garde de nuit de Rome ; il précède peut-être Gaius Tettius Maximus à ce poste. Vient ensuite une nomination comme préfet de l'annone ; qui peut être tombé entre les mandats de Lucius Volusius Maecianus et Titus Furius Victorinus. Sa dernière nomination est celle de gouverneur d'Égypte, l'une des fonctions les plus prestigieuses qu'un eque puisse occuper ; son mandat en Égypte est daté comme s'étendant de 167 à l'année suivante.
Le dernier événement connu de sa vie est sa préfecture du collegium honoré de l'inscription mentionnée ci-dessus. Ce bureau a été daté d'être tombé entre l'année 164 et 169. Sa vie après cela n'est pas encore connue.